# Tourzel-Ronzières
Tourzel-Ronzières település Franciaországban, Puy-de-Dôme megyében. Lakosainak száma 202 fő (2022. január 1.). Tourzel-Ronzières Chassagne, Meilhaud, Saint-Floret, Saint-Vincent, Vodable és Les Deux-Rives községekkel határos.

## Népesség
A település népessége az elmúlt években az alábbi módon változott:
| Lakosok száma | 252  | 251  | 246  | 231  | 215  | 200  | 199  | 202  |
|               | 2013 | 2015 | 2017 | 2018 | 2019 | 2020 | 2021 | 2022 |